# Giacomo Leopizzi
Giacomo Leopizzi (La Spezia, 2 dicembre 1929 – Camposampiero, 14 maggio 2016) è stato un politico italiano.

## Biografia
Laureato in ingegneria all'Università di Padova, poi insegna matematica all’Itis di Castelfranco Veneto e all’università di Bologna. 
Esponente del Partito Repubblicano Italiano, negli anni '70 è eletto comunale a Padova per due mandati. Alle elezioni politiche del 1983 è eletto senatore. A Palazzo Madama è vicepresidente della Commissione Industria e membro dell’Antimafia. Porta la sua firma la legge che obbliga a indossare il casco in moto. Rimane in carica fino al 1987.
È stato anche nel consiglio di amministrazione della Cassa di Risparmio di Padova e Rovigo. 
Muore il 14 maggio del 2016 all'età di 86 anni.